# Pariser Vertrag (1810)
Der Pariser Vertrag vom 28. Februar 1810 zwischen dem Ersten Kaiserreich und dem Königreich Bayern hatte eine Verständigung über Arrondierungen zum Gegenstand. Bayern wurde für Gebietsverluste anderweitig entschädigt.

## Vereinbarungen
Der bis dahin zum Königreich Bayern gehörende südliche Teil der Gefürsteten Grafschaft Tirol musste auf Druck von Napoleon Bonaparte an das Königreich Italien abgegeben werden. Ferner kam es am westlichen Rand Bayerns zu einigen Grenzkorrekturen zu Gunsten des Großherzogtums Würzburg (Schweinfurt und Teile des Mainkreises) und des Königreichs Württemberg (Buchhorn, Wangen im Allgäu, Leutkirch im Allgäu, Ravensburg, Bopfingen und Ulm). Im Gegenzug erhielt Maximilian I. Joseph das Markgraftum Bayreuth, das Fürstentum Regensburg, den Innkreis, das halbe Hausruckviertel sowie Gebiete um Salzburg (Salzachkreis) einschließlich des Territoriums der ehemaligen Fürstpropstei Berchtesgaden hinzu.
Das Markgraftum Brandenburg-Bayreuth war seit Oktober 1806 von französischem Militär besetzt. Durch den Frieden von Tilsit nach dem Vierten Koalitionskrieg auch formal aus preußischem Besitz auf Napoleon übergegangen, bildete es einen Bestandteil des französischen Kaiserreichs. Frankreich erhielt für die Gebietsüberlassung aus der bayerischen Staatskasse 15 Millionen Francs.
Das Fürstentum Regensburg war bis zum Übergang auf Bayern von Karl Theodor von Dalberg regiert worden. Der Fürstprimas des Rheinbundes stieg zum Großherzog auf und wurde für seinen Regensburger Gebietsverlust mit dem Großherzogtum Frankfurt entschädigt;  entstanden war es durch Säkularisation unter anderem aus den Fürstentümern Fulda und Hanau, der Grafschaft Wetzlar. Diese Machtveränderungen waren kurz zuvor in einem Vertrag in Paris am 16. Februar 1810 von Dalberg akzeptiert worden. 
Der Friede von Schönbrunn vom 14. Oktober 1809 sah nach dem vom Kaisertum Österreich verlorenen Fünften Koalitionskrieg bereits den Wechsel Salzburgs aus habsburgischem Besitz an Bayern vor.
Bayern büßte alles in allem durch den Verlust seiner Flächen schätzungsweise 490.000 Einwohner ein, gewann jedoch durch die eingetauschten etwa 565.000 neue hinzu.